# 이피로스주
이피로스주는 그리스의 행정 구역 중의 하나로 주도는 이오아니나이며 면적은 9,203.22km2, 인구는 336,856명(2011년 기준), 인구 밀도는 37명/km2이다. 동쪽으로는 서마케도니아주, 테살리아주와 마주하고 있고, 남쪽으로는 중앙그리스주과 인접해 있다. 서쪽에는 이오니아해가 있으며 북쪽은 알바니아와의 국경 지대이다. 이 지역은 역사적으로 이보다 더 넓었던 이피로스 지역의 일부분에 해당한다.

## 행정 구역
이피로스주는 4개의 현으로 구성되며, 각 현은 자치시(dēmoi 또는 koinótētes, 영국이나 오스트레일리아의 "Shire"에 해당한다)로 세분된다. 이피로스주 예하의 현으로는 테스프로티아현, 이오아니나현, 아르타현, 프레베자현이 있다.

## 경제

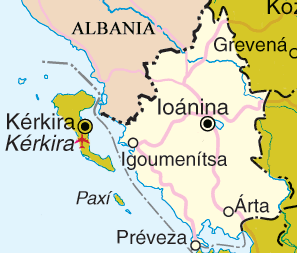
이피로스 상세 지도.

이피로스에는 자원이나 산업 기반이 부족하며, 구릉 지역이라 농경도 어렵다. 이 주에서는 양과 염소 목축이 매우 중요한 경제 활동이다. (이피로스는 그리스 시장에서 생산되는 육류의 45% 이상을 생산한다) 그러나 최근 몇 년간 이 목축은 쇠퇴하고 있다. 이오아니나 근처에서 담배를 재배하며 농업과 어업도 이루어지지만, 이 지역에서는 대부분 그리스의 다른 비옥한 지역에서 식량을 수입해온다. 이피로스는 그리스의 수많은 유제품 상표의 원산지이기도 하다.

## 인구 현황
이피로스에는 약 35만 명이 살고 있다. 2001년 인구 조사 결과에 따르면, 이 지역은 그리스의 13개 주 가운데 가장 인구가 적은 주였다. 이피로스에 인구가 적은 까닭은 어려운 경제 사정으로 인한 대량 이민과 더불어 20세기에 계속된 전쟁의 여파 때문이기도 하다. 이피로스의 주도이자 가장 큰 도시는 이오아니나로, 이피로스 주 인구의 1/3이 살고 있다. 인구 대다수는 그리스인이나, 이피로스는 그리스에서 아로마니아 사람이 많이 사는 곳이기도 하다. 그리스는 서트라키아의 무슬림 소수 집단 외에는 다른 소수 집단을 공식적으로 인정하지 않고 있으므로, 아로마니아 인구를 산정하기는 어렵다.
1994년 어느 루마니아 민족지학자가 한 연구에 따르면, 알바니아 태생의 인구는 빠르게 소멸하고 있으며, 이 지역에서 알바니아어를 쓰는 사람을 찾기는 어렵다고 한다.
1913년 알바니아와 그리스의 국경이 그어지면서, 국경 이남에 수많은 알바니아인 마을이 그리스령에 남게 되었다. (또 국경 이북의 알바니아령에 속한 그리스인 마을과 도시는 북이피로스로 불린다) 일부 알바니아인은 이 지역을 자신들이 차머리아(그리스어로는 테스프로티아)의 일부로 여기는데, 과거에 이곳 일부 지역에는 대다수 그리스인과 더불어 소수 집단인 차머리아 알바니아인들이 살았다.